# Рощин, Николай Андреевич
Николай Андреевич Рощин (9 июня 1922— 28 октября 2016) — сержант внутренних войск МВД СССР, участник Великой Отечественной войны, Герой Советского Союза (1945).

## Биография
Родился в селе Ольховка (ныне — Переволоцкий район Оренбургской области). После окончания средней школы работал обувщиком. В октябре 1941 года был призван на службу в РККА. С февраля 1943 года — на фронтах Великой Отечественной войны. В боях дважды был ранен.
К ноябрю 1944 года гвардии сержант Николай Рощин командовал сапёрным взводом 3-го гвардейского воздушно-десантного полка 1-й гвардейской воздушно-десантной дивизии 53-й армии 2-го Украинского фронта. Отличился во время освобождения Венгрии. 5 ноября 1944 года взвод Рощина переправлял советских бойцов и командиров через Тису в районе населённого пункта Тисасёллеш к югу от Тисафюреда. Под массированным вражеским огнём Рощин совершил 10 рейсов, переправив большое количество стрелков и лёгкой артиллерии. В ходе последующего наступления взвод Рощина также успешно переправил большое количество бойцов и командиров через реку Малая Тиса.
Указом Президиума Верховного Совета СССР от 24 марта 1945 года за «образцовое выполнение боевых заданий командования на фронте борьбы с немецкими захватчиками и проявленные при этом мужество и героизм» гвардии сержант Николай Рощин был удостоен высокого звания Героя Советского Союза с вручением ордена Ленина и медали «Золотая Звезда» за номером 6597.
После окончания войны продолжил службу во внутренних войсках. В 1949 году был демобилизован. Последние годы жил в Оренбурге. Активно занимался общественной деятельностью.
Скончался 28 октября 2016 года. Похоронен в Оренбурге на кладбищенском комплексе «Степной-1».

## Награды и звания
Почётный гражданин Оренбурга. Был также награждён орденом Отечественной войны I степени и рядом медалей.

## Память
В его честь названы улицы в Оренбурге и Переволоцком.